# Dany Nounkeu
Dany Achille Nounkeu Tchounkeu (Yaoundé, 1986. április 11. –) kameruni válogatott labdarúgó, jelenleg kölcsönben a Beşiktaş játékosa. Posztját tekintve belsővédő.

## Sikerei, díjai
Galatasaray
- Török bajnok: 2012–13
- Török kupagyőztes (2): 2012, 2013